# Olaszország a 2006. évi téli olimpiai játékokon
Olaszország a Torinóban megrendezett 2006. évi téli olimpiai játékok házigazda nemzeteként vett részt a versenyeken. Az országot az olimpián 15 sportágban 185 sportoló képviselte, akik összesen 11 érmet szereztek.

## Érmesek
| Érem  | Versenyző                                                                           | Sportág                    | Versenyszám      |
| ----- | ----------------------------------------------------------------------------------- | -------------------------- | ---------------- |
| Arany | Enrico Fabris                                                                       | Gyorskorcsolya             | Férfi 1500 m     |
| Arany | Matteo Anesi Stefano Donagrandi Enrico Fabris Ippolito Sanfratello Ermanno Ioriatti | Gyorskorcsolya             | Férfi csapat     |
| Arany | Giorgio Di Centa                                                                    | Sífutás                    | Férfi 50 km      |
| Arany | Fulvio Valbusa Giorgio Di Centa Pietro Piller Cottrer Cristian Zorzi                | Sífutás                    | Férfi váltó      |
| Arany | Armin Zöggeler                                                                      | Szánkó                     | Férfi egyes      |
| Bronz | Gerda Weissensteiner Jennifer Isacco                                                | Biatlon                    | Női kettes       |
| Bronz | Enrico Fabris                                                                       | Gyorskorcsolya             | Férfi 5000 m     |
| Bronz | Marta Capurso Mara Zini Arianna Fontana Katia Zini                                  | Rövidpályás gyorskorcsolya | Női 3000 m váltó |
| Bronz | Gerhard Plankensteiner Oswald Haselrieder                                           | Szánkó                     | Kettes           |
| Bronz | Pietro Piller Cottrer                                                               | Sífutás                    | Férfi 30 km      |
| Bronz | Arianna Follis Gabriella Paruzzi Antonella Confortola Sabina Valbusa                | Sífutás                    | Női váltó        |

## Alpesisí
Férfi
| Versenyző             | Versenyszám            | 1. futam      | 1. futam      | 2. futam | 2. futam | Összesítés | Összesítés |
| Versenyző             | Versenyszám            | Idő           | Hely.         | Idő      | Hely.    | Idő        | Helyezés   |
| --------------------- | ---------------------- | ------------- | ------------- | -------- | -------- | ---------- | ---------- |
| Massimiliano Blardone | Óriás-műlesiklás       | 1:17,21       | 8.            | 1:19,74  | 17.      | 2:36,95    | 11.        |
| Massimiliano Blardone | Szuperóriás-műlesiklás |               |               |          |          | 1:33,48    | 29.*       |
| Peter Fill            | Lesiklás               |               |               |          |          | 1:50,88    | 19.*       |
| Peter Fill            | Szuperóriás-műlesiklás |               |               |          |          | 1:31,54    | 13.        |
| Kristian Ghedina      | Lesiklás               |               |               |          |          | 1:50,98    | 23.        |
| Manfred Mölgg         | Műlesiklás             | nem ért célba | nem ért célba | kiesett  | kiesett  | kiesett    | kiesett    |
| Manfred Mölgg         | Óriás-műlesiklás       | nem ért célba | nem ért célba | kiesett  | kiesett  | kiesett    | kiesett    |
| Giorgio Rocca         | Műlesiklás             | nem ért célba | nem ért célba | kiesett  | kiesett  | kiesett    | kiesett    |
| Alberto Schieppati    | Óriás-műlesiklás       | 1:18,21       | 15.           | 1:19,62  | 15.      | 2:37,83    | 15.        |
| Hannes Paul Schmid    | Műlesiklás             | 55,26         | 25.           | 1:13,37  | 47.      | 2:08,63    | 39.        |
| Davide Simoncelli     | Óriás-műlesiklás       | nem ért célba | nem ért célba | kiesett  | kiesett  | kiesett    | kiesett    |
| Patrick Staudacher    | Lesiklás               |               |               |          |          | 1:50,29    | 9.         |
| Patrick Staudacher    | Szuperóriás-műlesiklás |               |               |          |          | 1:31,91    | 17.        |
| Kurt Sulzenbacher     | Lesiklás               |               |               |          |          | 1:50,84    | 18.        |
| Patrick Thaler        | Műlesiklás             | nem ért célba | nem ért célba | kiesett  | kiesett  | kiesett    | kiesett    |

| Versenyző          | Versenyszám | Lesiklás | Lesiklás | Műlesiklás    | Műlesiklás    | Műlesiklás | Műlesiklás | Műlesiklás | Műlesiklás | Összesítés | Összesítés |
| Versenyző          | Versenyszám | Lesiklás | Lesiklás | 1. futam      | 1. futam      | 2. futam   | 2. futam   | Össz.      | Össz.      | Összesítés | Összesítés |
| Versenyző          | Versenyszám | Idő      | Hely.    | Idő           | Hely.         | Idő        | Hely.      | Idő        | Hely.      | Idő        | Helyezés   |
| ------------------ | ----------- | -------- | -------- | ------------- | ------------- | ---------- | ---------- | ---------- | ---------- | ---------- | ---------- |
| Peter Fill         | Összetett   | 1:39,22  | 3.       | 47,46         | 27.           | 45,53      | 16.        | 1:32,99    | 19.*       | 3:12,21    | 9.         |
| Giorgio Rocca      | Összetett   | 1:41,39  | 31.      | 44,88         | 5.            | 44,47      | 4.         | 1:29,35    | 3.         | 3:10,74    | 5.         |
| Patrick Staudacher | Összetett   | 1:40,52  | 19.      | nem ért célba | nem ért célba | kiesett    | kiesett    | kiesett    | kiesett    | kiesett    | kiesett    |

Női
| Versenyző          | Versenyszám            | 1. futam      | 1. futam      | 2. futam      | 2. futam      | Összesítés    | Összesítés    |
| Versenyző          | Versenyszám            | Idő           | Hely.         | Idő           | Hely.         | Idő           | Helyezés      |
| ------------------ | ---------------------- | ------------- | ------------- | ------------- | ------------- | ------------- | ------------- |
| Daniela Ceccarelli | Szuperóriás-műlesiklás |               |               |               |               | 1:35,26       | 31.           |
| Annalisa Ceresa    | Műlesiklás             | 44,55         | 25.           | 48,22         | 20.           | 1:32,77       | 24.           |
| Chiara Costazza    | Műlesiklás             | 44,15         | 17.*          | 46,93         | 5.            | 1:31,08       | 8.*           |
| Elena Fanchini     | Lesiklás               |               |               |               |               | 2:01,06       | 29.           |
| Elena Fanchini     | Szuperóriás-műlesiklás |               |               |               |               | nem ért célba | nem ért célba |
| Nadia Fanchini     | Lesiklás               |               |               |               |               | 1:57,84       | 10.           |
| Nadia Fanchini     | Óriás-műlesiklás       | 1:01,77       | 7.            | 1:09,69       | 10.*          | 2:11,46       | 8.            |
| Nadia Fanchini     | Szuperóriás-műlesiklás |               |               |               |               | 1:36,46       | 38.           |
| Denise Karbon      | Óriás-műlesiklás       | 1:02,90       | 22.           | nem ért célba | nem ért célba | kiesett       | kiesett       |
| Daniela Merighetti | Lesiklás               |               |               |               |               | 2:01,76       | 32.           |
| Daniela Merighetti | Műlesiklás             | nem ért célba | nem ért célba | kiesett       | kiesett       | kiesett       | kiesett       |
| Manuela Mölgg      | Műlesiklás             | 43,59         | 13.           | 48,58         | 28.           | 1:32,17       | 19.           |
| Manuela Mölgg      | Óriás-műlesiklás       | nem ért célba | nem ért célba | kiesett       | kiesett       | kiesett       | kiesett       |
| Karen Putzer       | Óriás-műlesiklás       | 1:02,46       | 19.           | 1:10,01       | 16.           | 2:12,47       | 14.           |
| Lucia Recchia      | Lesiklás               |               |               |               |               | 1:58,30       | 13.           |
| Lucia Recchia      | Szuperóriás-műlesiklás |               |               |               |               | 1:33,48       | 8.            |

| Versenyző          | Versenyszám | Műlesiklás | Műlesiklás | Műlesiklás | Műlesiklás | Műlesiklás | Műlesiklás | Lesiklás | Lesiklás | Összesítés | Összesítés |
| Versenyző          | Versenyszám | 1. futam   | 1. futam   | 2. futam   | 2. futam   | Össz.      | Össz.      | Lesiklás | Lesiklás | Összesítés | Összesítés |
| Versenyző          | Versenyszám | Idő        | Hely.      | Idő        | Hely.      | Idő        | Hely.      | Idő      | Hely.    | Idő        | Helyezés   |
| ------------------ | ----------- | ---------- | ---------- | ---------- | ---------- | ---------- | ---------- | -------- | -------- | ---------- | ---------- |
| Nadia Fanchini     | Összetett   | 1:30,04    | 4.         | 40,90      | 24.        | 46,21      | 26.        | 1:27,11  | 25.      | 2:57,15    | 20.        |
| Daniela Merighetti | Összetett   | 41,41      | 30.        | kizárták   | kizárták   | kiesett    | kiesett    | kiesett  | kiesett  | kiesett    | kiesett    |
| Wendy Siorpaes     | Összetett   | 42,66      | 33.        | 48,48      | 31.        | 1:31,14    | 30.        | 1:31,71  | 17.      | 3:02,85    | 27.        |

* - egy másik versenyzővel azonos eredményt ért el

## Biatlon
Férfi
| Versenyző                                                                   | Versenyszám           | Lövőhiba    | Időeredmény | Helyezés |
| --------------------------------------------------------------------------- | --------------------- | ----------- | ----------- | -------- |
| Sergio Bonaldi                                                              | 10 km sprint          | 3 (2+1)     | 30:06,7     | 66.      |
| Paolo Longo                                                                 | 20 km egyéni          | 5 (0+2+1+2) | 1:01:27,9   | 55.      |
| Christian de Lorenzi                                                        | 10 km sprint          | 2 (1+1)     | 28:14,5     | 26.      |
| Christian de Lorenzi                                                        | 12,5 km üldözőverseny | 2 (0+1+0+1) | 37:28,5     | 14.      |
| Christian de Lorenzi                                                        | 15 km tömegrajtos     | 4 (2+1+0+1) | 49:59,6     | 26.      |
| Christian de Lorenzi                                                        | 20 km egyéni          | 1 (0+0+0+1) | 56:04,0     | 7.       |
| Wilfried Pallhuber                                                          | 10 km sprint          | 1 (1+0)     | 28:05,6     | 22.      |
| Wilfried Pallhuber                                                          | 12,5 km üldözőverseny | 2 (0+1+0+1) | 37:30,3     | 17.      |
| Wilfried Pallhuber                                                          | 15 km tömegrajtos     | 2 (2+0+0+0) | 49:41,5     | 24.      |
| Wilfried Pallhuber                                                          | 20 km egyéni          | 1 (1+0+0+0) | 56:08,4     | 9.       |
| Rene Laurent Vuillermoz                                                     | 10 km sprint          | 4 (1+3)     | 28:46,7     | 39.      |
| Rene Laurent Vuillermoz                                                     | 12,5 km üldözőverseny | 2 (1+1+0+0) | 37:27,3     | 13.      |
| Rene Laurent Vuillermoz                                                     | 15 km tömegrajtos     | 4 (2+0+1+1) | 49:53,1     | 25.      |
| Rene Laurent Vuillermoz                                                     | 20 km egyéni          | 4 (0+1+0+3) | 58:17,9     | 25.      |
| Christian de Lorenzi Rene Laurent Vuillermoz Paolo Longo Wilfired Pallhuber | 4 × 7,5 km váltó      | 2+10        | 1:23:40,9   | 8.       |

Női
| Versenyző                                                | Versenyszám            | Lövőhiba      | Időeredmény   | Helyezés      |
| -------------------------------------------------------- | ---------------------- | ------------- | ------------- | ------------- |
| Barbara Ertl                                             | 15 km egyéni           | 2 (1+0+0+1)   | 55:30,0       | 38.           |
| Katja Haller                                             | 7,5 km sprint          | 1 (0+1)       | 25:22,6       | 53.           |
| Katja Haller                                             | 10 km-es üldözőverseny | nem ért célba | nem ért célba | nem ért célba |
| Michela Ponza                                            | 7,5 km sprint          | 1 (0+1)       | 23:27,2       | 13.           |
| Michela Ponza                                            | 10 km-es üldözőverseny | 1 (0+0+0+1)   | 38:51,7       | 5.            |
| Michela Ponza                                            | 12,5 km tömegrajtos    | 1 (0+1+0+0)   | 42:21,6       | 11.           |
| Michela Ponza                                            | 15 km egyéni           | 2 (0+0+1+1)   | 53:01,4       | 17.           |
| Nathalie Santer                                          | 7,5 km sprint          | 2 (1+1)       | 24:09,5       | 26.           |
| Nathalie Santer                                          | 10 km-es üldözőverseny | 8 (3+1+3+1)   | 43:31,6       | 38.           |
| Nathalie Santer                                          | 15 km egyéni           | 6 (0+2+1+3)   | 57:08,4       | 52.           |
| Saskia Santer                                            | 7,5 km sprint          | 3 (2+1)       | 25:42,6       | 57.           |
| Saskia Santer                                            | 10 km-es üldözőverseny | lekörözték    | lekörözték    | lekörözték    |
| Saskia Santer                                            | 15 km egyéni           | 6 (1+2+1+2)   | 56:52,1       | 51.           |
| Michela Ponza Saskia Santer Nathalie Santer Barbara Ertl | 4 × 6 km váltó         | 3+9           | 1:22:42,7     | 12.           |

## Bob
Férfi
| Versenyző                                                           | Versenyszám | 1. futam | 1. futam | 2. futam | 2. futam | 3. futam | 3. futam | 4. futam | 4. futam | Összesítés | Összesítés |
| Versenyző                                                           | Versenyszám | Idő      | Hely.    | Idő      | Hely.    | Idő      | Hely.    | Idő      | Hely.    | Idő        | Helyezés   |
| ------------------------------------------------------------------- | ----------- | -------- | -------- | -------- | -------- | -------- | -------- | -------- | -------- | ---------- | ---------- |
| Simone Bertazzo Matteo Torchio                                      | Kettes      | 55,78    | 6.       | 55,99    | 13.      | 56,43    | 9.       | 56,95    | 11.      | 3:45,15    | 9.         |
| Fabrizio Tosini Samuele Romanini                                    | Kettes      | 56,06    | 11.      | 56,02    | 14.      | 56,93    | 13.      | 57,10    | 15.      | 3:46,11    | 13.        |
| Simone Bertazzo Samuele Romanini Matteo Torchio Omar Sacco          | Négyes      | 55,63    | 8.       | 56,13    | 18.*     | 55,46    | 10.      | 55,62    | 18.      | 3:42,84    | 12.        |
| Fabrizio Tosini Luca Ottolino Antonio De Sanctis Giorgio Morbidelli | Négyes      | 55,80    | 11.      | 55,73    | 11.      | 55,57    | 12.      | 55,51    | 12.**    | 3:42,61    | 11.        |

Női
| Versenyző                            | Versenyszám | 1. futam | 1. futam | 2. futam | 2. futam | 3. futam | 3. futam | 4. futam | 4. futam | Összesítés | Összesítés |
| Versenyző                            | Versenyszám | Idő      | Hely.    | Idő      | Hely.    | Idő      | Hely.    | Idő      | Hely.    | Idő        | Helyezés   |
| ------------------------------------ | ----------- | -------- | -------- | -------- | -------- | -------- | -------- | -------- | -------- | ---------- | ---------- |
| Gerda Weissensteiner Jennifer Isacco | Kettes      | 57,50    | 5.       | 57,67    | 3.*      | 57,71    | 2.       | 58,13    | 4.*      | 3:51,01    |            |
| Jessica Gillarduzzi Fabiana Mollica  | Kettes      | 58,26    | 12.      | 57,77    | 7.**     | 58,38    | 8.       | 58,55    | 12.      | 3:52,96    | 12.        |

* - egy másik csapattal azonos eredményt ért el

** - két másik csapattal azonos eredményt ért el

## Curling

### Férfi
- Joel Retornaz
- Fabio Alvera
- Gian Paolo Zandegiacomo
- Antonio Menardi
- Marco Mariani

#### Eredmények
Csoportkör
| Nemzet           | Szkip                  | Gy | V | P+ | P- | Gy end | V end | D end | Saját rabolt endek | Lökés % |
| ---------------- | ---------------------- | -- | - | -- | -- | ------ | ----- | ----- | ------------------ | ------- |
| Finnország       | Markku Uusipaavalniemi | 7  | 2 | 53 | 40 | 32     | 31    | 23    | 9                  | 78%     |
| Kanada           | Brad Gushue            | 6  | 3 | 66 | 46 | 47     | 31    | 9     | 23                 | 80%     |
| Egyesült Államok | Pete Fenson            | 6  | 3 | 66 | 47 | 36     | 33    | 16    | 13                 | 80%     |
| Nagy-Britannia   | David Murdoch          | 6  | 3 | 59 | 49 | 36     | 31    | 17    | 12                 | 81%     |
| Norvégia         | Pål Trulsen            | 5  | 4 | 57 | 47 | 33     | 32    | 17    | 9                  | 78%     |
| Svájc            | Ralph Stöckli          | 5  | 4 | 56 | 45 | 31     | 34    | 18    | 10                 | 76%     |
| Olaszország      | Joël Retornaz          | 4  | 5 | 47 | 66 | 37     | 38    | 10    | 7                  | 70%     |
| Németország      | Andy Kapp              | 3  | 6 | 53 | 55 | 34     | 34    | 17    | 12                 | 77%     |
| Svédország       | Peja Lindholm          | 3  | 6 | 45 | 68 | 31     | 40    | 12    | 4                  | 78%     |
| Új-Zéland        | Sean Becker            | 0  | 9 | 37 | 76 | 28     | 41    | 12    | 6                  | 69%     |

- február 13., 09:00

| Csapat             | Csapat                   | 1 | 2 | 3 | 4 | 5 | 6 | 7 | 8 | 9 | 10 | VE |
| 1. end utolsó köve | Olaszország (Retornaz)   | 1 | 0 | 2 | 0 | 1 | 0 | 1 | 0 | 0 | 0  | 5  |
|                    | Nagy-Britannia (Murdoch) | 0 | 3 | 0 | 2 | 0 | 1 | 0 | 0 | 0 | 1  | 7  |

- február 13., 19:00

| Csapat             | Csapat                 | 1 | 2 | 3 | 4 | 5 | 6 | 7 | 8 | 9 | 10 | VE |
|                    | Olaszország (Retornaz) | 0 | 0 | 1 | 0 | 0 | 1 | 0 | 2 | 0 | 1  | 5  |
| 1. end utolsó köve | Svédország (Lindholm)  | 0 | 2 | 0 | 1 | 0 | 0 | 2 | 0 | 2 | 0  | 7  |

- február 14., 14:00

| Csapat             | Csapat                 | 1 | 2 | 3 | 4 | 5 | 6 | 7 | 8 | 9 | 10 | 11 | VE |
|                    | Németország (Kapp)     | 0 | 1 | 2 | 0 | 1 | 0 | 0 | 4 | 0 | 0  | 0  | 8  |
| 1. end utolsó köve | Olaszország (Retornaz) | 1 | 0 | 0 | 2 | 0 | 2 | 0 | 0 | 2 | 1  | 1  | 9  |

- február 15., 19:00

| Csapat             | Csapat                    | 1 | 2 | 3 | 4 | 5 | 6 | 7 | 8 | 9 | 10 | VE |
|                    | Egyesült Államok (Fenson) | 0 | 0 | 0 | 0 | 2 | 0 | 2 | 0 | 0 | 1  | 5  |
| 1. end utolsó köve | Olaszország (Retornaz)    | 0 | 0 | 1 | 1 | 0 | 2 | 0 | 1 | 1 | 0  | 6  |

- február 17., 09:00

| Csapat             | Csapat                 | 1 | 2 | 3 | 4 | 5 | 6 | 7 | 8 | 9 | 10 | VE |
|                    | Olaszország (Retornaz) | 0 | 0 | 2 | 0 | 1 | 0 | 0 | X | X | X  | 3  |
| 1. end utolsó köve | Norvégia (Trulsen)     | 0 | 2 | 0 | 4 | 0 | 1 | 4 | X | X | X  | 11 |

- február 17., 19:00

| Csapat             | Csapat                 | 1 | 2 | 3 | 4 | 5 | 6 | 7 | 8 | 9 | 10 | 11 | VE |
|                    | Új-Zéland (Becker)     | 0 | 1 | 0 | 1 | 0 | 0 | 1 | 0 | 1 | 1  | 0  | 5  |
| 1. end utolsó köve | Olaszország (Retornaz) | 0 | 0 | 2 | 0 | 2 | 0 | 0 | 1 | 0 | 0  | 1  | 6  |

- február 18., 14:00

| Csapat             | Csapat                 | 1 | 2 | 3 | 4 | 5 | 6 | 7 | 8 | 9 | 10 | 11 | VE |
|                    | Kanada (Gushue)        | 0 | 0 | 1 | 0 | 0 | 1 | 1 | 0 | 2 | 1  | 0  | 6  |
| 1. end utolsó köve | Olaszország (Retornaz) | 2 | 1 | 0 | 1 | 1 | 0 | 0 | 1 | 0 | 0  | 1  | 7  |

- február 19., 09:00

| Csapat             | Csapat                       | 1 | 2 | 3 | 4 | 5 | 6 | 7 | 8 | 9 | 10 | VE |
| 1. end utolsó köve | Olaszország (Retornaz)       | 0 | 1 | 0 | 1 | 1 | 0 | 1 | 0 | 0 | 0  | 4  |
|                    | Finnország (Uusipaavalniemi) | 1 | 0 | 2 | 0 | 0 | 2 | 0 | 0 | 1 | 1  | 7  |

- február 20., 14:00

| Csapat             | Csapat                 | 1 | 2 | 3 | 4 | 5 | 6 | 7 | 8 | 9 | 10 | VE |
| 1. end utolsó köve | Svájc (Stöckli)        | 4 | 0 | 1 | 0 | 3 | 2 | X | X | X | X  | 10 |
|                    | Olaszország (Retornaz) | 0 | 1 | 0 | 1 | 0 | 0 | X | X | X | X  | 2  |

| Csapat      | Helyezés |
| ----------- | -------- |
| Olaszország | 7.       |

### Női
- Diana Gaspari
- Giulia Lacedelli
- Rosa Pompanin
- Violetta Caldart
- Eleonara Alvera

#### Eredmények
Csoportkör
| Nemzet           | Szkip               | Gy | V | P+ | P- | Gy end | V end | D end | Saját rabolt endek | Lökés % |
| ---------------- | ------------------- | -- | - | -- | -- | ------ | ----- | ----- | ------------------ | ------- |
| Svédország       | Anette Norberg      | 7  | 2 | 61 | 54 | 41     | 36    | 14    | 11                 | 79%     |
| Svájc            | Mirjam Ott          | 7  | 2 | 74 | 44 | 37     | 32    | 11    | 10                 | 75%     |
| Kanada           | Shannon Kleibrink   | 6  | 3 | 68 | 51 | 39     | 32    | 16    | 10                 | 75%     |
| Norvégia         | Dordi Nordby        | 6  | 3 | 73 | 54 | 45     | 32    | 5     | 16                 | 73%     |
| Nagy-Britannia   | Rhona Martin        | 5  | 4 | 55 | 54 | 31     | 35    | 17    | 6                  | 76%     |
| Oroszország      | Ljudmila Privivkova | 5  | 4 | 57 | 60 | 41     | 36    | 14    | 11                 | 77%     |
| Japán            | Onodera Ajumi       | 4  | 5 | 53 | 59 | 36     | 35    | 16    | 11                 | 72%     |
| Egyesült Államok | Cassandra Johnson   | 2  | 7 | 58 | 66 | 34     | 38    | 11    | 9                  | 73%     |
| Dánia            | Dorthe Holm         | 2  | 7 | 47 | 69 | 27     | 42    | 12    | 3                  | 72%     |
| Olaszország      | Diana Gaspari       | 1  | 8 | 44 | 79 | 33     | 43    | 9     | 4                  | 66%     |

- február 13., 14:00

| Csapat             | Csapat                | 1 | 2 | 3 | 4 | 5 | 6 | 7 | 8 | 9 | 10 | VE |
|                    | Svájc (Ott)           | 0 | 0 | 4 | 0 | 2 | 0 | 3 | 2 | X | X  | 11 |
| 1. end utolsó köve | Olaszország (Gaspari) | 1 | 0 | 0 | 2 | 0 | 1 | 0 | 0 | X | X  | 4  |

- február 14., 19:00

| Csapat             | Csapat                | 1 | 2 | 3 | 4 | 5 | 6 | 7 | 8 | 9 | 10 | VE |
|                    | Olaszország (Gaspari) | 0 | 3 | 0 | 1 | 0 | 2 | 0 | 1 | 0 | 0  | 7  |
| 1. end utolsó köve | Dánia (Holm)          | 1 | 0 | 1 | 0 | 4 | 0 | 3 | 0 | 1 | 0  | 10 |

- február 15., 14:00

| Csapat             | Csapat                   | 1 | 2 | 3 | 4 | 5 | 6 | 7 | 8 | 9 | 10 | VE |
| 1. end utolsó köve | Olaszország (Gaspari)    | 1 | 0 | 1 | 0 | 1 | 0 | 1 | 0 | 0 | 2  | 6  |
|                    | Oroszország (Privivkova) | 0 | 1 | 0 | 1 | 0 | 1 | 0 | 0 | 1 | 0  | 4  |

- február 16., 09:00

| Csapat             | Csapat                | 1 | 2 | 3 | 4 | 5 | 6 | 7 | 8 | 9 | 10 | VE |
|                    | Svédország (Norberg)  | 0 | 0 | 2 | 0 | 3 | 0 | 1 | 0 | 1 | 1  | 8  |
| 1. end utolsó köve | Olaszország (Gaspari) | 0 | 1 | 0 | 1 | 0 | 1 | 0 | 1 | 0 | 0  | 4  |

- február 17., 14:00

| Csapat             | Csapat                | 1 | 2 | 3 | 4 | 5 | 6 | 7 | 8 | 9 | 10 | 11 | VE |
|                    | Norvégia (Nordby)     | 1 | 0 | 1 | 0 | 2 | 0 | 0 | 2 | 0 | 1  | 2  | 9  |
| 1. end utolsó köve | Olaszország (Gaspari) | 0 | 2 | 0 | 1 | 0 | 1 | 2 | 0 | 1 | 0  | 0  | 7  |

- február 18., 09:00

| Csapat             | Csapat                  | 1 | 2 | 3 | 4 | 5 | 6 | 7 | 8 | 9 | 10 | VE |
| 1. end utolsó köve | Nagy-Britannia (Martin) | 0 | 0 | 2 | 0 | 2 | 0 | 2 | 0 | 2 | 1  | 9  |
|                    | Olaszország (Gaspari)   | 0 | 1 | 0 | 2 | 0 | 1 | 0 | 1 | 0 | 0  | 5  |

- február 18., 19:00

| Csapat             | Csapat                     | 1 | 2 | 3 | 4 | 5 | 6 | 7 | 8 | 9 | 10 | VE |
|                    | Olaszország (Gaspari)      | 0 | 0 | 0 | 0 | 3 | 0 | X | X | X | X  | 3  |
| 1. end utolsó köve | Egyesült Államok (Johnson) | 0 | 2 | 3 | 2 | 0 | 4 | X | X | X | X  | 11 |

- február 19., 14:00

| Csapat             | Csapat                | 1 | 2 | 3 | 4 | 5 | 6 | 7 | 8 | 9 | 10 | VE |
|                    | Olaszország (Gaspari) | 0 | 0 | 0 | 2 | 0 | 1 | 1 | 0 | 0 | X  | 4  |
| 1. end utolsó köve | Kanada (Kleibrink)    | 1 | 2 | 2 | 0 | 2 | 0 | 0 | 2 | 2 | X  | 11 |

- február 20., 09:00

| Csapat             | Csapat                | 1 | 2 | 3 | 4 | 5 | 6 | 7 | 8 | 9 | 10 | VE |
| 1. end utolsó köve | Olaszország (Gaspari) | 1 | 0 | 0 | 1 | 0 | 1 | 1 | 0 | 0 | 0  | 4  |
|                    | Japán (Onodera)       | 0 | 1 | 0 | 0 | 1 | 0 | 0 | 2 | 0 | 2  | 6  |

| Csapat      | Helyezés |
| ----------- | -------- |
| Olaszország | 10.      |

## Északi összetett
| Versenyző                                                        | Versenyszám        | Síugrás       | Síugrás       | Síugrás    | Sífutás | Sífutás | Összesítés | Összesítés |
| Versenyző                                                        | Versenyszám        | Pont          | Hely.         | Időhátrány | Idő     | Hely.   | Idő        | Helyezés   |
| ---------------------------------------------------------------- | ------------------ | ------------- | ------------- | ---------- | ------- | ------- | ---------- | ---------- |
| Davide Bresadola                                                 | Nagysánc + 7,5 km  | 102,0         | 31.           | +1:35      | 20:08,3 | 47.     | 21:43,3    | 44.        |
| Giuseppe Michielli                                               | Normálsánc + 15 km | 219,5         | 21.           | +2:52      | 39:13,5 | 7.      | 42:05,5    | 14.        |
| Giuseppe Michielli                                               | Nagysánc + 7,5 km  | 104,7         | 26.*          | +1:24      | 18:08,0 | 9.      | 19:32,0    | 16.        |
| Daniele Munari                                                   | Normálsánc + 15 km | 196,5         | 35.*          | +4:24      | 40:42,3 | 29.     | 45:06,3    | 39.        |
| Daniele Munari                                                   | Nagysánc + 7,5 km  | 89,2          | 44.           | +2:26      | 18:37,1 | 25.     | 21:03,1    | 38.        |
| Alessandro Pittin                                                | Normálsánc + 15 km | 161,5         | 47.           | +6:44      | 42:06,2 | 41.     | 48:50,2    | 46.        |
| Jochen Strobl                                                    | Normálsánc + 15 km | 190,5         | 41.           | +4:48      | 39:54,3 | 21.     | 44:42,3    | 34.        |
| Jochen Strobl                                                    | Nagysánc + 7,5 km  | 96,0          | 37.           | +1:59      | 18:10,8 | 12.     | 20:09,8    | 30.        |
| Davide Bresadola Jochen Strobl Daniele Munari Giuseppe Michielli | Csapat             | nem ért célba | nem ért célba | kiesett    | kiesett | kiesett | kiesett    | kiesett    |

* - egy másik versenyzővel azonos eredményt ért el

## Gyorskorcsolya
Férfi
| Versenyző            | Versenyszám | 1. futam | 1. futam | 2. futam | 2. futam | Eredmény | Helyezés |
| Versenyző            | Versenyszám | Idő      | Hely.    | Idő      | Hely.    | Eredmény | Helyezés |
| -------------------- | ----------- | -------- | -------- | -------- | -------- | -------- | -------- |
| Matteo Anesi         | 1500 m      |          |          |          |          | 1:49,88  | 29.      |
| Maurizio Carnino     | 500 m       | 36,24    | 28.      | 36,43    | 33.      | 72,67    | 31.      |
| Maurizio Carnino     | 1000 m      |          |          |          |          | 1:11,44  | 30.      |
| Stefano Donagrandi   | 1500 m      |          |          |          |          | 1:48,85  | 22.      |
| Stefano Donagrandi   | 5000 m      |          |          |          |          | 6:33,45  | 16.      |
| Stefano Donagrandi   | 10 000 m    |          |          |          |          | 13:47,67 | 13.      |
| Enrico Fabris        | 1500 m      |          |          |          |          | 1:45,97  |          |
| Enrico Fabris        | 5000 m      |          |          |          |          | 6:18,25  |          |
| Enrico Fabris        | 10 000 m    |          |          |          |          | 13:21,54 | 8.       |
| Ermanno Ioriatti     | 500 m       | 35,88    | 20.      | 35,80    | 22.      | 71,68    | 21.      |
| Ermanno Ioriatti     | 1000 m      |          |          |          |          | kizárták | kizárták |
| Ippolito Sanfratello | 1500 m      |          |          |          |          | 1:48,44  | 18.      |
| Ippolito Sanfratello | 5000 m      |          |          |          |          | 6:32,58  | 14.      |
| Ippolito Sanfratello | 10 000 m    |          |          |          |          | 13:41,91 | 12.      |

Női
| Versenyző        | Versenyszám | 1. futam | 1. futam | 2. futam | 2. futam | Eredmény | Helyezés |
| Versenyző        | Versenyszám | Idő      | Hely.    | Idő      | Hely.    | Eredmény | Helyezés |
| ---------------- | ----------- | -------- | -------- | -------- | -------- | -------- | -------- |
| Adelia Marra     | 1500 m      |          |          |          |          | 2:03,07  | 31.      |
| Adelia Marra     | 3000 m      |          |          |          |          | 4:16,27  | 20.*     |
| Chiara Simionato | 500 m       | 39,02    | 11.      | 38,66    | 9.       | 77,68    | 10.      |
| Chiara Simionato | 1000 m      |          |          |          |          | 1:17,53  | 13.      |
| Chiara Simionato | 1500 m      |          |          |          |          | 1:58,76  | 5.       |

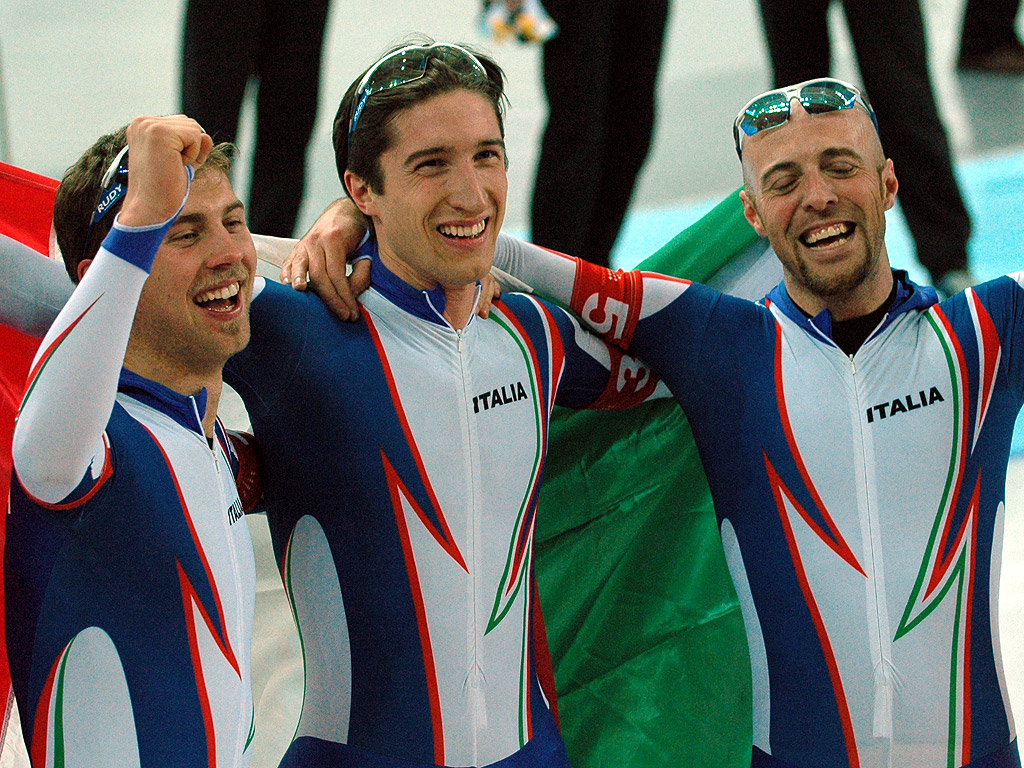
A férfi gyorskorcsolya-csapatverseny olimpiai bajnokai: Matteo Anesi, Enrico Fabris és Ippolito Sanfratello. Stefano Donagrandi a döntőben nem volt a csapat tagja.

* - egy másik versenyzővel azonos eredményt ért el
Csapatverseny
| Versenyző                                                          | Versenyszám | Előfutam | Előfutam | Negyeddöntő                                                                                       | Negyeddöntő | Elődöntő                                                                | Elődöntő           | Döntő | Döntő                                                                          | Döntő     | Helyezés |
| Versenyző                                                          | Versenyszám | Idő      | Hely.    | Ellenfél Idő                                                                                      | Saját idő   | Ellenfél Idő                                                            | Saját idő          | Típus | Ellenfél Idő                                                                   | Saját idő | Helyezés |
| ------------------------------------------------------------------ | ----------- | -------- | -------- | ------------------------------------------------------------------------------------------------- | ----------- | ----------------------------------------------------------------------- | ------------------ | ----- | ------------------------------------------------------------------------------ | --------- | -------- |
| Matteo Anesi Stefano Donagrandi Enrico Fabris Ippolito Sanfratello | Férfi       | 3:47,79  | 2.       | Egyesült Államok (USA) · (7.) · KC Boutiette · Chad Hedrick · Charles Ryan Leveille Cox · 3:44,11 | 3:43,64     | Hollandia (NED) · (3.) · Sven Kramer · Carl Verheijen · Erben Wennemars | lekörözéssel nyert | A     | Kanada (CAN) · (1.) · Arne Dankers · Steven Elm · Justin Warsylewicz · 3:47,28 | 3:44,46   |          |

## Jégkorong

### Férfi
| Olasz nemzeti férfi jégkorongcsapat-játékoskeret | Olasz nemzeti férfi jégkorongcsapat-játékoskeret | Olasz nemzeti férfi jégkorongcsapat-játékoskeret | Olasz nemzeti férfi jégkorongcsapat-játékoskeret | Olasz nemzeti férfi jégkorongcsapat-játékoskeret | Olasz nemzeti férfi jégkorongcsapat-játékoskeret | Olasz nemzeti férfi jégkorongcsapat-játékoskeret |
| #                                                | Név                                              | Poszt                                            | Magasság                                         | Súly                                             | Kor                                              | Klub                                             |
| ------------------------------------------------ | ------------------------------------------------ | ------------------------------------------------ | ------------------------------------------------ | ------------------------------------------------ | ------------------------------------------------ | ------------------------------------------------ |
| 29                                               | Jason Muzzatti                                   | K                                                | 186                                              | 87                                               | 1970. február 3. (36 évesen)                     | HC Bolzano                                       |
| 73                                               | Gunther Hell                                     | K                                                | 174                                              | 81                                               | 1978. augusztus 30. (27 évesen)                  | HC Bolzano                                       |
| 85                                               | Rene Baur                                        | K                                                | 180                                              | 74                                               | 1985. január 19. (21 évesen)                     | SG Bruneck                                       |
| 3                                                | Carter Trevisani                                 | V                                                | 186                                              | 88                                               | 1982. június 15. (23 évesen)                     | A&O Asiago                                       |
| 6                                                | Michele Strazzabosco                             | V                                                | 193                                              | 98                                               | 1976. február 6. (30 évesen)                     | HC Milano                                        |
| 7                                                | Bob Nardella                                     | V                                                | 175                                              | 80                                               | 1968. január 30. (38 évesen)                     | Rockford IceHogs                                 |
| 8                                                | Florian Ramoser                                  | V                                                | 188                                              | 87                                               | 1979. október 7. (26 évesen)                     | HC Bolzano                                       |
| 11                                               | Andre Signoretti                                 | V                                                | 174                                              | 80                                               | 1979. január 16. (27 évesen)                     | SG Cortina                                       |
| 14                                               | Carlo Lorenzi                                    | V                                                | 175                                              | 75                                               | 1974. szeptember 2. (31 évesen)                  | HC Alleghe                                       |
| 26                                               | Armin Helfer                                     | V                                                | 188                                              | 84                                               | 1980. május 31. (25 évesen)                      | HC Milano                                        |
| 50                                               | Christian Borgatello                             | V                                                | 176                                              | 84                                               | 1982. február 10. (24 évesen)                    | HC Milano                                        |
| 2                                                | Stefan Zisser                                    | T                                                | 170                                              | 82                                               | 1980. március 26. (25 évesen)                    | HC Bolzano                                       |
| 9                                                | Giorgio de Bettin                                | T                                                | 175                                              | 84                                               | 1972. augusztus 7. (33 évesen)                   | SG Cortina                                       |
| 10                                               | Giulio Scandella                                 | T                                                | 183                                              | 84                                               | 1983. szeptember 18. (22 évesen)                 | A&O Asiago                                       |
| 16                                               | John Parco                                       | T                                                | 182                                              | 85                                               | 1971. augusztus 25. (34 évesen)                  | A&0 Asiago                                       |
| 17                                               | Tony Iob                                         | T                                                | 182                                              | 93                                               | 1971. január 2. (35 évesen)                      | Klagenfurter AC                                  |
| 19                                               | Nicola Fontanive                                 | T                                                | 165                                              | 71                                               | 1985. október 25. (20 évesen)                    | HC Alleghe                                       |
| 21                                               | Joe Busillo                                      | T                                                | 185                                              | 99                                               | 1970. május 13. (35 évesen)                      | HC Milano                                        |
| 22                                               | Stefano Margoni                                  | T                                                | 182                                              | 85                                               | 1975. május 12. (30 évesen)                      | HC Bolzano                                       |
| 24                                               | Mario Chitarroni                                 | T                                                | 171                                              | 80                                               | 1967. június 11. (38 évesen)                     | HC Milano                                        |
| 27                                               | Lucio Topatigh                                   | T                                                | 183                                              | 88                                               | 1965. október 19. (40 évesen)                    | A&O Asiago                                       |
| 28                                               | Manuel de Toni                                   | T                                                | 181                                              | 90                                               | 1979. január 10. (27 évesen)                     | HC Alleghe                                       |
| 33                                               | Tony Tuzzolino                                   | T                                                | 184                                              | 90                                               | 1975. október 9. (30 évesen)                     | Modo Hockey                                      |
| 34                                               | Jason Cirone                                     | T                                                | 177                                              | 93                                               | 1971. február 21. (34 évesen)                    | HC Asiago                                        |
| 71                                               | Luca Ansoldi                                     | T                                                | 183                                              | 91                                               | 1982. január 5. (24 évesen)                      | SV Ritten                                        |
| Vezetőedző: Mickey Goulet                        | Vezetőedző: Mickey Goulet                        | Vezetőedző: Mickey Goulet                        | Vezetőedző: Mickey Goulet                        | Vezetőedző: Mickey Goulet                        | 1947. szeptember 13. (58 évesen)                 | 1947. szeptember 13. (58 évesen)                 |

- Posztok rövidítései: K – Kapus, V – Védő, T – Támadó
- Kor: 2006. február 15-i kora

#### Eredmények
A csoport
| Nemzet      | M | Gy | D | V | G+ | G– | Gk  | P  |
| ----------- | - | -- | - | - | -- | -- | --- | -- |
| Finnország  | 5 | 5  | 0 | 0 | 19 | 2  | +17 | 10 |
| Svájc       | 5 | 2  | 2 | 1 | 10 | 12 | –2  | 6  |
| Kanada      | 5 | 3  | 0 | 2 | 15 | 9  | +6  | 6  |
| Csehország  | 5 | 2  | 0 | 3 | 14 | 12 | +2  | 4  |
| Németország | 5 | 0  | 2 | 3 | 7  | 16 | –9  | 2  |
| Olaszország | 5 | 0  | 2 | 3 | 9  | 23 | –14 | 2  |

- Azonos pontszám esetén elsősorban az egymás elleni eredmény döntött, majd pedig a gólarány.

| 2006. február 15. 13:05 | Olaszország (ITA) | 2 – 7 (0–1, 2–5, 0–1) | Kanada | Palasport Olimpico Nézőszám: 8575 |

| Jegyzőkönyv | Jegyzőkönyv | Jegyzőkönyv                             | Jegyzőkönyv | Jegyzőkönyv                         |
| --- | ----------- | --------------------------------------- | ----------- | ----------------------------------- |
| |             |                                         |             | Játékvezető: Thomas Andersson (SWE) |
| \| \| 0 – 1 \| 5:33 - Iginla (Bertuzzi, Sakic) \| \| Cirone (Scandella) (PP) - 20:43 \| 1 – 1 \| \| \| \| 1 – 2 \| 21:55 - Heatley (St. Louis, Lecavalier) \| \| \| 1 – 3 \| 25:38 - Doan (Pronger, Richards) \| \| \| 1 – 4 \| 26:04 - Iginla (Sakic) (PP) \| \| \| 1 – 5 \| 33:53 - St. Louis (Heatley, Lecavalier) \| \| \| 1 – 6 \| 34:38 - Richards (Doan, Bertuzzi) \| \| Parco (Tuzzolino) - 38:08 \| 2 – 6 \| \| \| \| 2 – 7 \| 43:39 - Thornton (Gagné) (PP) \| |             |                                         |             |                                     |
| 20 perc | Büntetések  | 12 perc                                 |             |                                     |
| 20 | Lövések     | 50                                      |             |                                     |
| | 0 – 1       | 5:33 - Iginla (Bertuzzi, Sakic)         |             |                                     |
| Cirone (Scandella) (PP) - 20:43 | 1 – 1       |                                         |             |                                     |
| | 1 – 2       | 21:55 - Heatley (St. Louis, Lecavalier) |             |                                     |
| | 1 – 3       | 25:38 - Doan (Pronger, Richards)        |             |                                     |
| | 1 – 4       | 26:04 - Iginla (Sakic) (PP)             |             |                                     |
| | 1 – 5       | 33:53 - St. Louis (Heatley, Lecavalier) |             |                                     |
| | 1 – 6       | 34:38 - Richards (Doan, Bertuzzi)       |             |                                     |
| Parco (Tuzzolino) - 38:08 | 2 – 6       |                                         |             |                                     |
| | 2 – 7       | 43:39 - Thornton (Gagné) (PP)           |             |                                     |

| 2006. február 16. 12:05 | Finnország (FIN) | 6 – 0 (0–0, 4–0, 2–0) | Olaszország | Palasport Olimpico Nézőszám: 7776 |

| Jegyzőkönyv | Jegyzőkönyv | Jegyzőkönyv | Jegyzőkönyv | Jegyzőkönyv                            |
| --- | ----------- | ----------- | ----------- | -------------------------------------- |
| |             |             |             | Játékvezető: Vjacseszlav Bulanov (RUS) |
| \| Lehtinen (Numminen) (PP) - 21:49 \| 1 – 0 \| \| \| S. Koivu (Numminen) (PP) - 23:51 \| 2 – 0 \| \| \| J. Jokinen (Nummelin, Salo) (PP) - 30:11 \| 3 – 0 \| \| \| Peltonen (Nummelin) (PP) - 38:25 \| 4 – 0 \| \| \| Selänne (S. Koivu, Salo) (PP) - 52:07 \| 5 – 0 \| \| \| Selänne (Lehtinen) - 55:08 \| 6 – 0 \| \| |             |             |             |                                        |
| 4 perc | Büntetések  | 22 perc     |             |                                        |
| 51 | Lövések     | 16          |             |                                        |
| Lehtinen (Numminen) (PP) - 21:49 | 1 – 0       |             |             |                                        |
| S. Koivu (Numminen) (PP) - 23:51 | 2 – 0       |             |             |                                        |
| J. Jokinen (Nummelin, Salo) (PP) - 30:11 | 3 – 0       |             |             |                                        |
| Peltonen (Nummelin) (PP) - 38:25 | 4 – 0       |             |             |                                        |
| Selänne (S. Koivu, Salo) (PP) - 52:07 | 5 – 0       |             |             |                                        |
| Selänne (Lehtinen) - 55:08 | 6 – 0       |             |             |                                        |

| 2006. február 18. 13:05 | Olaszország (ITA) | 3 – 3 (1–0, 0–1, 2–2) | Németország | Palasport Olimpico Nézőszám: 8908 |

| Jegyzőkönyv | Jegyzőkönyv | Jegyzőkönyv                              | Jegyzőkönyv | Jegyzőkönyv                     |
| --- | ----------- | ---------------------------------------- | ----------- | ------------------------------- |
| |             |                                          |             | Játékvezető: Timo Favorin (FIN) |
| \| Parco (Iob) - 2:03 \| 1 – 0 \| \| \| \| 1 – 1 \| 26:21 - Martinec (Boos) \| \| Iob (Parco, de Bettin) - 44:27 \| 2 – 1 \| \| \| \| 2 – 2 \| 47:16 - Felski (Kreutzer) \| \| Borgatello (de Bettin, Chitarroni) (SH) - 58:28 \| 3 – 2 \| \| \| \| 3 – 3 \| Goc (Kreutzer, Lewandowski) - 58:43 (PP) \| |             |                                          |             |                                 |
| 18 perc | Büntetések  | 16 perc                                  |             |                                 |
| 21 | Lövések     | 34                                       |             |                                 |
| Parco (Iob) - 2:03 | 1 – 0       |                                          |             |                                 |
| | 1 – 1       | 26:21 - Martinec (Boos)                  |             |                                 |
| Iob (Parco, de Bettin) - 44:27 | 2 – 1       |                                          |             |                                 |
| | 2 – 2       | 47:16 - Felski (Kreutzer)                |             |                                 |
| Borgatello (de Bettin, Chitarroni) (SH) - 58:28 | 3 – 2       |                                          |             |                                 |
| | 3 – 3       | Goc (Kreutzer, Lewandowski) - 58:43 (PP) |             |                                 |

| 2006. február 19. 20:05 | Csehország (CZE) | 4 – 1 (2–0, 1–0, 1–1) | Olaszország | Palasport Olimpico Nézőszám: 8776 |

| Jegyzőkönyv | Jegyzőkönyv | Jegyzőkönyv                    | Jegyzőkönyv | Jegyzőkönyv                            |
| --- | ----------- | ------------------------------ | ----------- | -------------------------------------- |
| |             |                                |             | Játékvezető: Vjacseszlav Bulanov (RUS) |
| \| Hejduk (Výborný, T. Kaberle) - 12:57 \| 1 – 0 \| \| \| Prospal (Jágr, Straka) - 14:20 \| 2 – 0 \| \| \| Prospal (Straka) (SH) - 28:36 \| 3 – 0 \| \| \| \| 3 – 1 \| 57:53 - Parco (de Bettin, Iob) \| \| Prospal (Straka, Vokoun) (EN) - 58:40 \| 4 – 1 \| \| |             |                                |             |                                        |
| 20 perc | Büntetések  | 58 perc                        |             |                                        |
| 43 | Lövések     | 16                             |             |                                        |
| Hejduk (Výborný, T. Kaberle) - 12:57 | 1 – 0       |                                |             |                                        |
| Prospal (Jágr, Straka) - 14:20 | 2 – 0       |                                |             |                                        |
| Prospal (Straka) (SH) - 28:36 | 3 – 0       |                                |             |                                        |
| | 3 – 1       | 57:53 - Parco (de Bettin, Iob) |             |                                        |
| Prospal (Straka, Vokoun) (EN) - 58:40 | 4 – 1       |                                |             |                                        |

| 2006. február 21. 12:35 | Svájc (SUI) | 3 – 3 (2–1, 0–1, 1–1) | Olaszország | Palasport Olimpico Nézőszám: 8529 |

| Jegyzőkönyv | Jegyzőkönyv | Jegyzőkönyv                              | Jegyzőkönyv | Jegyzőkönyv                     |
| --- | ----------- | ---------------------------------------- | ----------- | ------------------------------- |
| |             |                                          |             | Játékvezető: Dennis Larue (USA) |
| \| Lemm (Bezina, Blindenbacher) (PP) - 3:06 \| 1 – 0 \| \| \| Fischer (Plüss) - 6:33 \| 2 – 0 \| \| \| \| 2 – 1 \| 15:41 - Busillo (Nardella) (PP) \| \| \| 2 – 2 \| 20:53 - Trevisani (Cirone, Busillo) (PP) \| \| \| 2 – 3 \| 46:13 - Iob (de Bettin) \| \| Rüthemann - 56:38 \| 3 – 3 \| \| |             |                                          |             |                                 |
| 14 perc | Büntetések  | 10 perc                                  |             |                                 |
| 25 | Lövések     | 35                                       |             |                                 |
| Lemm (Bezina, Blindenbacher) (PP) - 3:06 | 1 – 0       |                                          |             |                                 |
| Fischer (Plüss) - 6:33 | 2 – 0       |                                          |             |                                 |
| | 2 – 1       | 15:41 - Busillo (Nardella) (PP)          |             |                                 |
| | 2 – 2       | 20:53 - Trevisani (Cirone, Busillo) (PP) |             |                                 |
| | 2 – 3       | 46:13 - Iob (de Bettin)                  |             |                                 |
| Rüthemann - 56:38 | 3 – 3       |                                          |             |                                 |

| Csapat      | Helyezés |
| ----------- | -------- |
| Olaszország | 11.      |

### Női
| Olasz nemzeti női jégkorongcsapat-játékoskeret | Olasz nemzeti női jégkorongcsapat-játékoskeret | Olasz nemzeti női jégkorongcsapat-játékoskeret | Olasz nemzeti női jégkorongcsapat-játékoskeret | Olasz nemzeti női jégkorongcsapat-játékoskeret | Olasz nemzeti női jégkorongcsapat-játékoskeret | Olasz nemzeti női jégkorongcsapat-játékoskeret |
| #                                              | Név                                            | Poszt                                          | Magasság                                       | Súly                                           | Kor                                            | Klub                                           |
| ---------------------------------------------- | ---------------------------------------------- | ---------------------------------------------- | ---------------------------------------------- | ---------------------------------------------- | ---------------------------------------------- | ---------------------------------------------- |
| 1                                              | Luana Frasnelli                                | K                                              | 162                                            | 54                                             | 1975. július 25. (30 évesen)                   | HC Eagles Bolzano                              |
| 26                                             | Debora Montanari                               | K                                              | 159                                            | 58                                             | 1980. október 17. (25 évesen)                  | HC All Stars Piemonte                          |
| 2                                              | Michela Angeloni                               | V                                              | 167                                            | 67                                             | 1984. szeptember 25. (21 évesen)               | HC Lario Halloween Como                        |
| 7                                              | Linda de Rocco                                 | V                                              | 162                                            | 53                                             | 1986. január 3. (20 évesen)                    | Agordo Hockey                                  |
| 9                                              | Valentina Bettarini                            | V                                              | 170                                            | 66                                             | 1990. június 29. (15 évesen)                   | HC Eagles Bolzano                              |
| 13                                             | Manuela Friz                                   | V                                              | 156                                            | 51                                             | 1978. augusztus 16. (27 évesen)                | Agordo Hockey                                  |
| 14                                             | Rebecca Fiorese                                | V                                              | 162                                            | 61                                             | 1980. szeptember 4. (25 évesen)                | HC Lario Halloween Como                        |
| 16                                             | Katharina Sparer                               | V                                              | 163                                            | 52                                             | 1990. február 22. (15 évesen)                  | HC Eagles Bolzano                              |
| 19                                             | Nadia de Nardin                                | V                                              | 170                                            | 67                                             | 1975. november 14. (30 évesen)                 | Agordo Hockey                                  |
| 23                                             | Sabrina Viel                                   | V                                              | 166                                            | 53                                             | 1973. február 17. (32 évesen)                  | Agordo Hockey                                  |
| 8                                              | Celeste Bissardella                            | T                                              | 166                                            | 58                                             | 1988. október 17. (17 évesen)                  | HC Eagles Bolzano                              |
| 10                                             | Maria Michaela Leitner                         | T                                              | 161                                            | 54                                             | 1981. december 30. (24 évesen)                 | HC Eagles Bolzano                              |
| 11                                             | Sabina Florian                                 | T                                              | 168                                            | 68                                             | 1983. május 28. (22 évesen)                    | SC Riessersee                                  |
| 12                                             | Evelyn Bazzanella                              | T                                              | 168                                            | 58                                             | 1976. június 15. (29 évesen)                   | HC Eagles Bolzano                              |
| 17                                             | Diana da Rugna                                 | T                                              | 160                                            | 53                                             | 1989. október 16. (16 évesen)                  | Agordo Hockey                                  |
| 18                                             | Silvia Carignano                               | T                                              | 160                                            | 59                                             | 1987. augusztus 11. (18 évesen)                | HC All Stars Piemonte                          |
| 25                                             | Anna de la Forest                              | T                                              | 163                                            | 47                                             | 1988. június 24. (17 évesen)                   | HC All Stars Piemonte                          |
| 24                                             | Waltraud Kaser                                 | T                                              | 169                                            | 61                                             | 1980. július 3. (25 évesen)                    | HC Eagles Bolzano                              |
| 27                                             | Silvia Toffano                                 | T                                              | 163                                            | 52                                             | 1985. január 5. (21 évesen)                    | HC Eagles Bolzano                              |
| 29                                             | Heidi Caldart                                  | T                                              | 167                                            | 56                                             | 1983. október 19. (22 évesen)                  | Agordo Hockey                                  |
| Vezetőedző: Markus Sparer                      | Vezetőedző: Markus Sparer                      | Vezetőedző: Markus Sparer                      | Vezetőedző: Markus Sparer                      | Vezetőedző: Markus Sparer                      | 1959. február 6. (47 évesen)                   | 1959. február 6. (47 évesen)                   |

- Posztok rövidítései: K – Kapus, V – Védő, T – Támadó
- Kor: 2006. február 15-i kora

#### Eredmények
A csoport
| Nemzet      | M | Gy | D | V | G+ | G– | Gk  | P |
| ----------- | - | -- | - | - | -- | -- | --- | - |
| Kanada      | 3 | 3  | 0 | 0 | 36 | 1  | +35 | 6 |
| Svédország  | 3 | 2  | 0 | 1 | 15 | 9  | +6  | 4 |
| Oroszország | 3 | 1  | 0 | 2 | 6  | 16 | –10 | 2 |
| Olaszország | 3 | 0  | 0 | 3 | 1  | 28 | –27 | 0 |

| 2006. február 11. 20:35 | Kanada (CAN) | 16 – 0 (5–0, 4–0, 7–0) | Olaszország | Palasport Olimpico Nézőszám: 8 399 |

| Jegyzőkönyv | Jegyzőkönyv | Jegyzőkönyv | Jegyzőkönyv | Jegyzőkönyv                      |
| --- | ----------- | ----------- | ----------- | -------------------------------- |
| |             |             |             | Játékvezető: Danyel Howard (USA) |
| \| Ouellette (Hefford, MacLeod) - 1:36 \| 1 – 0 \| \| \| Ouellette (Hefford, Botterill) - 1:52 \| 2 – 0 \| \| \| Wickenheiser (Piper) - 4:04 \| 3 – 0 \| \| \| Ouellette (Botterill, Campbell) (PP) - 6:53 \| 4 – 0 \| \| \| Pounder (Kellar) - 11:34 \| 5 – 0 \| \| \| Vaillancourt (Piper) - 20:25 \| 6 – 0 \| \| \| MacLeod (Campbell, Apps) - 22:32 \| 7 – 0 \| \| \| Wickenheiser (Piper, Apps) - 38:45 \| 8 – 0 \| \| \| Wickenheiser (Piper, Apps) - 39:56 \| 9 – 0 \| \| \| Apps (Piper, Wickenheiser) - 41:35 \| 10 – 0 \| \| \| Botterill (Ouellette, MacLeod) - 47:31 \| 11 – 0 \| \| \| Hefford (Ouellette, Botterill) (PP) - 48:41 \| 12 – 0 \| \| \| Pounder - 49:42 \| 13 – 0 \| \| \| Goyette (Campbell, Sunohara) - 52:19 \| 14 – 0 \| \| \| Apps (Piper, Wickenheiser) (PP) - 56:15 \| 15 – 0 \| \| \| Weatherston (Agosta, Vaillancourt) - 57:37 \| 16 – 0 \| \| |             |             |             |                                  |
| 8 perc | Büntetések  | 10 perc     |             |                                  |
| 66 | Lövések     | 5           |             |                                  |
| Ouellette (Hefford, MacLeod) - 1:36 | 1 – 0       |             |             |                                  |
| Ouellette (Hefford, Botterill) - 1:52 | 2 – 0       |             |             |                                  |
| Wickenheiser (Piper) - 4:04 | 3 – 0       |             |             |                                  |
| Ouellette (Botterill, Campbell) (PP) - 6:53 | 4 – 0       |             |             |                                  |
| Pounder (Kellar) - 11:34 | 5 – 0       |             |             |                                  |
| Vaillancourt (Piper) - 20:25 | 6 – 0       |             |             |                                  |
| MacLeod (Campbell, Apps) - 22:32 | 7 – 0       |             |             |                                  |
| Wickenheiser (Piper, Apps) - 38:45 | 8 – 0       |             |             |                                  |
| Wickenheiser (Piper, Apps) - 39:56 | 9 – 0       |             |             |                                  |
| Apps (Piper, Wickenheiser) - 41:35 | 10 – 0      |             |             |                                  |
| Botterill (Ouellette, MacLeod) - 47:31 | 11 – 0      |             |             |                                  |
| Hefford (Ouellette, Botterill) (PP) - 48:41 | 12 – 0      |             |             |                                  |
| Pounder - 49:42 | 13 – 0      |             |             |                                  |
| Goyette (Campbell, Sunohara) - 52:19 | 14 – 0      |             |             |                                  |
| Apps (Piper, Wickenheiser) (PP) - 56:15 | 15 – 0      |             |             |                                  |
| Weatherston (Agosta, Vaillancourt) - 57:37 | 16 – 0      |             |             |                                  |

| 2006. február 13. 15:05 | Svédország (SWE) | 11 – 0 (3–0, 5–0, 3–0) | Olaszország | Torino Esposizioni Nézőszám: 2 156 |

| Jegyzőkönyv | Jegyzőkönyv | Jegyzőkönyv | Jegyzőkönyv | Jegyzőkönyv                           |
| --- | ----------- | ----------- | ----------- | ------------------------------------- |
| |             |             |             | Játékvezető: Katerina Ivicicova (CZE) |
| \| Sjölander (Winberg) (PP) - 7:09 \| 1 – 0 \| \| \| Sjölander (Lindberg, G. Andersson) (PP) - 15:45 \| 2 – 0 \| \| \| G. Andersson (Holst) - 18:15 \| 3 – 0 \| \| \| Jansson (Eliasson) - 20:59 \| 4 – 0 \| \| \| Holst (Rooth) - 25:05 \| 5 – 0 \| \| \| Edstrand (Sjölander) - 31:45 \| 6 – 0 \| \| \| Rooth (Holst) (SH) - 32:37 \| 7 – 0 \| \| \| G. Andersson (Nevalainen) - 34:16 \| 8 – 0 \| \| \| Sjölander (Nevalainen, Asserholt) - 49:31 \| 9 – 0 \| \| \| Rooth (G. Andersson) (PP) - 50:55 \| 10 – 0 \| \| \| Edstrand (Rooth, G. Andersson) (PP) - 58:08 \| 11 – 0 \| \| |             |             |             |                                       |
| 16 perc | Büntetések  | 22 perc     |             |                                       |
| 52 | Lövések     | 4           |             |                                       |
| Sjölander (Winberg) (PP) - 7:09 | 1 – 0       |             |             |                                       |
| Sjölander (Lindberg, G. Andersson) (PP) - 15:45 | 2 – 0       |             |             |                                       |
| G. Andersson (Holst) - 18:15 | 3 – 0       |             |             |                                       |
| Jansson (Eliasson) - 20:59 | 4 – 0       |             |             |                                       |
| Holst (Rooth) - 25:05 | 5 – 0       |             |             |                                       |
| Edstrand (Sjölander) - 31:45 | 6 – 0       |             |             |                                       |
| Rooth (Holst) (SH) - 32:37 | 7 – 0       |             |             |                                       |
| G. Andersson (Nevalainen) - 34:16 | 8 – 0       |             |             |                                       |
| Sjölander (Nevalainen, Asserholt) - 49:31 | 9 – 0       |             |             |                                       |
| Rooth (G. Andersson) (PP) - 50:55 | 10 – 0      |             |             |                                       |
| Edstrand (Rooth, G. Andersson) (PP) - 58:08 | 11 – 0      |             |             |                                       |

| 2006. február 14. 13:05 | Olaszország (ITA) | 1 – 5 (1–1, 0–1, 0–3) | Oroszország | Torino Esposizioni Nézőszám: 2 046 |

| Jegyzőkönyv | Jegyzőkönyv | Jegyzőkönyv                          | Jegyzőkönyv | Jegyzőkönyv                      |
| --- | ----------- | ------------------------------------ | ----------- | -------------------------------- |
| |             |                                      |             | Játékvezető: Bianca Walter (GER) |
| \| Florian (Leitner, Bettarini) (PP) - 8:02 \| 1 – 0 \| \| \| \| 1 – 1 \| 11:17 - Gladiseva (PP) \| \| \| 1 – 2 \| 25:51 - Trefilova (Paskevics) (PP) \| \| \| 1 – 3 \| 44:31 - Gavrilova (Homics) \| \| \| 1 – 4 \| 46:53 - Gavrilova (Szotnyikova) \| \| \| 1 – 5 \| 53:04 - Trefilova (Scselcskova) (PP) \| |             |                                      |             |                                  |
| 26 perc | Büntetések  | 18 perc                              |             |                                  |
| 13 | Lövések     | 40                                   |             |                                  |
| Florian (Leitner, Bettarini) (PP) - 8:02 | 1 – 0       |                                      |             |                                  |
| | 1 – 1       | 11:17 - Gladiseva (PP)               |             |                                  |
| | 1 – 2       | 25:51 - Trefilova (Paskevics) (PP)   |             |                                  |
| | 1 – 3       | 44:31 - Gavrilova (Homics)           |             |                                  |
| | 1 – 4       | 46:53 - Gavrilova (Szotnyikova)      |             |                                  |
| | 1 – 5       | 53:04 - Trefilova (Scselcskova) (PP) |             |                                  |

Az 5–8. helyért
| 2006. február 17. 18:35 | Németország (GER) | 5 – 2 (3–2, 0–0, 2–0) | Olaszország | Torino Esposizioni Nézőszám: 2 750 |

| Jegyzőkönyv | Jegyzőkönyv | Jegyzőkönyv                        | Jegyzőkönyv | Jegyzőkönyv                       |
| --- | ----------- | ---------------------------------- | ----------- | --------------------------------- |
| |             |                                    |             | Játékvezető: Arina Ustinova (RUS) |
| \| Becker (M. Lanzl) - 0:27 \| 1 – 0 \| \| \| Seiler (Tamas) (PP) - 5:32 \| 2 – 0 \| \| \| \| 2 – 1 \| 6:18 - Leitner \| \| \| 2 – 2 \| 6:59 - Leitner (Kaser, Bazzanella) \| \| Holmes (Soesilo) - 7:47 \| 3 – 2 \| \| \| Becker (Ritter) - 42:50 \| 4 – 2 \| \| \| Ritter (Becker, M. Lanzl) - 55:35 \| 5 – 2 \| \| |             |                                    |             |                                   |
| 22 perc | Büntetések  | 16 perc                            |             |                                   |
| 30 | Lövések     | 13                                 |             |                                   |
| Becker (M. Lanzl) - 0:27 | 1 – 0       |                                    |             |                                   |
| Seiler (Tamas) (PP) - 5:32 | 2 – 0       |                                    |             |                                   |
| | 2 – 1       | 6:18 - Leitner                     |             |                                   |
| | 2 – 2       | 6:59 - Leitner (Kaser, Bazzanella) |             |                                   |
| Holmes (Soesilo) - 7:47 | 3 – 2       |                                    |             |                                   |
| Becker (Ritter) - 42:50 | 4 – 2       |                                    |             |                                   |
| Ritter (Becker, M. Lanzl) - 55:35 | 5 – 2       |                                    |             |                                   |

A 7. helyért
| 2006. február 20. 13:05 | Svájc (SUI) | 11 – 0 (4–0, 6–0, 1–0) | Olaszország | Torino Esposizioni Nézőszám: 2 500 |

| Jegyzőkönyv | Jegyzőkönyv | Jegyzőkönyv | Jegyzőkönyv | Jegyzőkönyv                          |
| --- | ----------- | ----------- | ----------- | ------------------------------------ |
| |             |             |             | Játékvezető: Stephanie Normand (CAN) |
| \| Diaz - 4:33 \| 1 – 0 \| \| \| Diaz (Mosimann) (PP) - 9:54 \| 2 – 0 \| \| \| J. Marty (Diaz) (PP) - 16:06 \| 3 – 0 \| \| \| Lehmann (S. Marty) - 16:41 \| 4 – 0 \| \| \| Ruhnke (Rochat) - 22:36 \| 5 – 0 \| \| \| J. Marty (Ruhnke) - 26:51 \| 6 – 0 \| \| \| Meier (Kunzle) - 31:09 \| 7 – 0 \| \| \| Lehmann (Mosimann) - 32:48 \| 8 – 0 \| \| \| Ruhnke (Rochat) - 33:16 \| 9 – 0 \| \| \| S. Marty (Lehmann) - 35:37 \| 10 – 0 \| \| \| S. Marty (Lehmann) - 56:08 \| 11 – 0 \| \| |             |             |             |                                      |
| 20 perc | Büntetések  | 20 perc     |             |                                      |
| 53 | Lövések     | 29          |             |                                      |
| Diaz - 4:33 | 1 – 0       |             |             |                                      |
| Diaz (Mosimann) (PP) - 9:54 | 2 – 0       |             |             |                                      |
| J. Marty (Diaz) (PP) - 16:06 | 3 – 0       |             |             |                                      |
| Lehmann (S. Marty) - 16:41 | 4 – 0       |             |             |                                      |
| Ruhnke (Rochat) - 22:36 | 5 – 0       |             |             |                                      |
| J. Marty (Ruhnke) - 26:51 | 6 – 0       |             |             |                                      |
| Meier (Kunzle) - 31:09 | 7 – 0       |             |             |                                      |
| Lehmann (Mosimann) - 32:48 | 8 – 0       |             |             |                                      |
| Ruhnke (Rochat) - 33:16 | 9 – 0       |             |             |                                      |
| S. Marty (Lehmann) - 35:37 | 10 – 0      |             |             |                                      |
| S. Marty (Lehmann) - 56:08 | 11 – 0      |             |             |                                      |

| Csapat      | Helyezés |
| ----------- | -------- |
| Olaszország | 8.       |

## Műkorcsolya
| Versenyző        | Versenyszám  | Rövid program | Rövid program | Kűr     | Kűr     | Összesítés | Összesítés |
| Versenyző        | Versenyszám  | Pont          | Hely.         | Pont    | Hely.   | Pont       | Helyezés   |
| ---------------- | ------------ | ------------- | ------------- | ------- | ------- | ---------- | ---------- |
| Karel Zelenka    | Férfi egyéni | 53,46         | 25.           | kiesett | kiesett | kiesett    | 25.        |
| Silvia Fontana   | Női egyéni   | 42,47         | 23.           | 77,90   | 22.     | 120,37     | 22.        |
| Carolina Kostner | Női egyéni   | 53,77         | 11.           | 99,73   | 9.      | 153,50     | 9.         |

| Versenyző                             | Versenyszám | Kötelező tánc | Kötelező tánc | Eredeti (original) tánc | Eredeti (original) tánc | Kűr   | Kűr   | Összesítés | Összesítés |
| Versenyző                             | Versenyszám | Pont          | Hely.         | Pont                    | Hely.                   | Pont  | Hely. | Pont       | Helyezés   |
| ------------------------------------- | ----------- | ------------- | ------------- | ----------------------- | ----------------------- | ----- | ----- | ---------- | ---------- |
| Federica Faiella Massimo Scali        | Jégtánc     | 33,20         | 10.           | 43,25                   | 21.                     | 87,92 | 10.   | 164,37     | 13.        |
| Barbara Fusar-Poli Maurizio Margaglio | Jégtánc     | 38,78         | 1.            | 51,73                   | 10.                     | 92,95 | 8.    | 183,46     | 6.         |

## Rövidpályás gyorskorcsolya
Férfi
| Versenyző                                                       | Versenyszám | Előfutam | Előfutam | Negyeddöntő | Negyeddöntő | Elődöntő | Elődöntő | B döntő  | B döntő | Döntő    | Döntő   | Helyezés |
| Versenyző                                                       | Versenyszám | Idő      | Hely.    | Idő         | Hely.       | Idő      | Hely.    | Idő      | Hely.   | Idő      | Hely.   | Helyezés |
| --------------------------------------------------------------- | ----------- | -------- | -------- | ----------- | ----------- | -------- | -------- | -------- | ------- | -------- | ------- | -------- |
| Fabio Carta                                                     | 1000 m      | 1:27,826 | 2.       | 1:27,656    | 3.          | kiesett  | kiesett  | kiesett  | kiesett | kiesett  | kiesett | 8.       |
| Fabio Carta                                                     | 1500 m      | 2:27,799 | 3.       |             |             | 2:19,724 | 3.       | 2:24,658 | 2.      |          |         | 7.       |
| Nicola Rodigari                                                 | 500 m       | 42,819   | 3.       | 43,701      | 2.          | 42,131   | 4.       | 42,398   | 2.      |          |         | 7.       |
| Nicola Rodigari                                                 | 1000 m      | 1:27,184 | 2.       | 1:27,240    | 3.          | kiesett  | kiesett  | kiesett  | kiesett | kiesett  | kiesett | 7.       |
| Nicola Rodigari                                                 | 1500 m      | 2:29,885 | 2.       |             |             | 2:18,615 | 6.       | kiesett  | kiesett | kiesett  | kiesett | 14.      |
| Roberto Serra                                                   | 500 m       | 43,120   | 2.       | 42,773      | 3.          | kiesett  | kiesett  | kiesett  | kiesett | kiesett  | kiesett | 9.       |
| Fabio Carta Nicola Rodigari Nicola Franceschina Yuri Confortola | 1500 m      |          |          |             |             | 7:07,358 | 3.       |          |         | 6:48,597 | 4.      | 4.       |

Női
| Versenyző                                          | Versenyszám  | Előfutam | Előfutam | Negyeddöntő | Negyeddöntő | Elődöntő | Elődöntő | B döntő  | B döntő | Döntő    | Döntő   | Helyezés |
| Versenyző                                          | Versenyszám  | Idő      | Hely.    | Idő         | Hely.       | Idő      | Hely.    | Idő      | Hely.   | Idő      | Hely.   | Helyezés |
| -------------------------------------------------- | ------------ | -------- | -------- | ----------- | ----------- | -------- | -------- | -------- | ------- | -------- | ------- | -------- |
| Marta Capurso                                      | 500 m        | 45,217   | 2.       | 44,438      | 2.          | 45,204   | 4.       | 46,899   | 2.      |          |         | 5.       |
| Marta Capurso                                      | 1000 m       | kizárták | kizárták | kiesett     | kiesett     | kiesett  | kiesett  | kiesett  | kiesett | kiesett  | kiesett | kiesett  |
| Marta Capurso                                      | 1500 m       | 2:31,053 | 2.       |             |             | 2:27,291 | 4.       | 2:30,054 | 4.      |          |         | 9.       |
| Arianna Fontana                                    | 500 m        | 45,398   | 2.       | 44,948      | 3.          | kiesett  | kiesett  | kiesett  | kiesett | kiesett  | kiesett | 11.      |
| Arianna Fontana                                    | 1000 m       | 1:32,033 | 2.       | 1:33,401    | 1.          | 1:33,228 | 4.       | 1:34,269 | 3.      |          |         | 6.       |
| Katia Zini                                         | 1500 m       | 2:41,561 | 3.       |             |             | 2:23,141 | 4.       | 2:30,164 | 5.      |          |         | 10.      |
| Marta Capurso Arianna Fontana Katia Zini Mara Zini | 3000 m váltó |          |          |             |             | 4:19,797 | 2.       |          |         | 4:20,030 | 3.      |          |

## Síakrobatika
Mogul
| Versenyző              | Versenyszám | Selejtező | Selejtező | Döntő   | Döntő    |
| Versenyző              | Versenyszám | Pont      | Helyezés  | Pont    | Helyezés |
| ---------------------- | ----------- | --------- | --------- | ------- | -------- |
| Walter Bormolini       | Férfi       | 22,87     | 18.       | 21,36   | 18.      |
| Claudio Bosia          | Férfi       | 19,62     | 31.       | kiesett | kiesett  |
| Simone Galli           | Férfi       | 21,98     | 21.       | kiesett | kiesett  |
| Mattia Pegorari        | Férfi       | 16,25     | 34.       | kiesett | kiesett  |
| Mariangela Parravicini | Női         | 19,62     | 23.       | kiesett | kiesett  |
| Deborah Scanzio        | Női         | 22,72     | 13.       | 23,00   | 9.       |

## Sífutás
Férfi
| Versenyző                                                            | Versenyszám     | Selejtező | Selejtező | Negyeddöntő | Negyeddöntő | Elődöntő | Elődöntő | B döntő | B döntő | Döntő     | Döntő    |
| Versenyző                                                            | Versenyszám     | Idő       | Hely.     | Idő         | Hely.       | Idő      | Hely.    | Idő     | Hely.   | Idő       | Helyezés |
| -------------------------------------------------------------------- | --------------- | --------- | --------- | ----------- | ----------- | -------- | -------- | ------- | ------- | --------- | -------- |
| Valerio Checchi                                                      | 15 km           |           |           |             |             |          |          |         |         | 41:01,5   | 38.      |
| Valerio Checchi                                                      | 30 km           |           |           |             |             |          |          |         |         | 1:17:37,8 | 18.      |
| Giorgio Di Centa                                                     | 30 km           |           |           |             |             |          |          |         |         | 1:17:03,2 | 4.       |
| Giorgio Di Centa                                                     | 50 km           |           |           |             |             |          |          |         |         | 2:06:11,8 |          |
| Loris Frasnelli                                                      | Sprint          | 2:16,30   | 8.        | 2:20,4      | 2.          | 2:26,8   | 3.       | 2:25,2  | 2.      |           | 6.       |
| Renato Pasini                                                        | Sprint          | 2:16,87   | 11.       | 2:23,7      | 4.          | kiesett  | kiesett  | kiesett | kiesett | kiesett   | kiesett  |
| Pietro Piller Cottrer                                                | 30 km           |           |           |             |             |          |          |         |         | 1:17:01,7 |          |
| Pietro Piller Cottrer                                                | 50 km           |           |           |             |             |          |          |         |         | 2:06:14,0 | 5.       |
| Fabio Santus                                                         | 15 km           |           |           |             |             |          |          |         |         | 40:47,0   | 33.      |
| Fabio Santus                                                         | 30 km           |           |           |             |             |          |          |         |         | 1:17:25,5 | 16.      |
| Fabio Santus                                                         | 50 km           |           |           |             |             |          |          |         |         | 2:06:38,2 | 19.      |
| Cristian Saracco                                                     | 15 km           |           |           |             |             |          |          |         |         | 41:12,0   | 40.      |
| Freddy Schwienbacher                                                 | Sprint          | 2:18,59   | 17.       | 2:20,4      | 1.          | 2:22,8   | 3.       | 2:23,9  | 1.      |           | 5.       |
| Fulvio Valbusa                                                       | 15 km           |           |           |             |             |          |          |         |         | 39:18,8   | 12.      |
| Fulvio Valbusa                                                       | 50 km           |           |           |             |             |          |          |         |         | 2:07:22,5 | 30.      |
| Cristian Zorzi                                                       | Sprint          | 2:16,23   | 5.        | 2:25,9      | 1.          | 2:26,1   | 2.       |         |         | 2:31,7    | 4.       |
| Freddy Schwienbacher Giorgio Di Centa                                | Csapatsprint    | 17:26,2   | 4.        |             |             |          |          |         |         | 17:31,3   | 9.       |
| Fulvio Valbusa Giorgio Di Centa Pietro Piller Cottrer Cristian Zorzi | 4 × 10 km váltó |           |           |             |             |          |          |         |         | 1:43:45,7 |          |

Női
| Versenyző                                                            | Versenyszám     | Selejtező | Selejtező | Negyeddöntő | Negyeddöntő | Elődöntő | Elődöntő | B döntő | B döntő | Döntő         | Döntő         |
| Versenyző                                                            | Versenyszám     | Idő       | Hely.     | Idő         | Hely.       | Idő      | Hely.    | Idő     | Hely.   | Idő           | Helyezés      |
| -------------------------------------------------------------------- | --------------- | --------- | --------- | ----------- | ----------- | -------- | -------- | ------- | ------- | ------------- | ------------- |
| Antonella Confortola                                                 | 10 km           |           |           |             |             |          |          |         |         | 30:26,9       | 34.           |
| Antonella Confortola                                                 | 15 km           |           |           |             |             |          |          |         |         | 45:11,9       | 22.           |
| Antonella Confortola                                                 | 30 km           |           |           |             |             |          |          |         |         | nem ért célba | nem ért célba |
| Arianna Follis                                                       | Sprint          | 2:12,90   | 2.        | 2:14,7      | 2.          | 2:16,2   | 3.       | 2:20,3  | 3.      |               | 7.            |
| Arianna Follis                                                       | 15 km           |           |           |             |             |          |          |         |         | 46:40,9       | 36.           |
| Arianna Follis                                                       | 30 km           |           |           |             |             |          |          |         |         | 1:24:46,1     | 12.           |
| Magda Genuin                                                         | Sprint          | 2:16,41   | 18.       | 2:17,9      | 4.          | kiesett  | kiesett  | kiesett | kiesett | kiesett       | 19.           |
| Magda Genuin                                                         | 10 km           |           |           |             |             |          |          |         |         | 31:37,8       | 48.           |
| Cristina Paluselli                                                   | 10 km           |           |           |             |             |          |          |         |         | 30:46,0       | 39.           |
| Gabriella Paruzzi                                                    | 10 km           |           |           |             |             |          |          |         |         | 29:24,0       | 13.           |
| Gabriella Paruzzi                                                    | 15 km           |           |           |             |             |          |          |         |         | 43:18,9       | 5.            |
| Gabriella Paruzzi                                                    | 30 km           |           |           |             |             |          |          |         |         | 1:23:00,8     | 5.            |
| Sabina Valbusa                                                       | 15 km           |           |           |             |             |          |          |         |         | 44:44,7       | 17.           |
| Sabina Valbusa                                                       | 30 km           |           |           |             |             |          |          |         |         | 1:23:37,6     | 10.           |
| Barbara Moriggl                                                      | Sprint          | 2:19,12   | 33.       | kiesett     | kiesett     | kiesett  | kiesett  | kiesett | kiesett | kiesett       | 33.           |
| Arianna Follis Gabriella Paruzzi                                     | Csapatsprint    | 17:32,6   | 3.        |             |             |          |          |         |         | 17:24,8       | 7.            |
| Arianna Follis Gabriella Paruzzi Antonella Confortola Sabina Valbusa | 4 × 10 km váltó |           |           |             |             |          |          |         |         | 54:58,7       |               |

## Síugrás
| Versenyző                                                             | Versenyszám | Selejtező | Selejtező | 1. ugrás | 1. ugrás | 2. ugrás | 2. ugrás | Összesítés | Összesítés |
| Versenyző                                                             | Versenyszám | Pont      | Hely.     | Pont     | Hely.    | Pont     | Hely.    | Pont       | Helyezés   |
| --------------------------------------------------------------------- | ----------- | --------- | --------- | -------- | -------- | -------- | -------- | ---------- | ---------- |
| Alessio Bolognani                                                     | Normálsánc  | 100,5     | 40.       | kiesett  | kiesett  | kiesett  | kiesett  | kiesett    | kiesett    |
| Alessio Bolognani                                                     | Nagysánc    | 74,9      | 33.       | 70,7     | 44.      | kiesett  | kiesett  | kiesett    | kiesett    |
| Sebastian Colloredo                                                   | Normálsánc  | 118,0     | 14.       | 113,5    | 30.      | 113,0    | 22.      | 226,5      | 27.        |
| Sebastian Colloredo                                                   | Nagysánc    | 94,1      | 13.       | 90,2     | 36.      | kiesett  | kiesett  | kiesett    | kiesett    |
| Andrea Morassi                                                        | Normálsánc  | 107,5     | 30.*      | 108,5    | 36.*     | kiesett  | kiesett  | kiesett    | kiesett    |
| Andrea Morassi                                                        | Nagysánc    | 45,7      | 50.       | kiesett  | kiesett  | kiesett  | kiesett  | kiesett    | kiesett    |
| Alessio Bolognani Davide Bresadola Sebastian Colloredo Andrea Morassi | Csapat      |           |           | 328,4    | 11.      | kiesett  | kiesett  | kiesett    | kiesett    |

* - egy másik versenyzővel azonos eredményt ért el

## Snowboard
Halfpipe
| Versenyző         | Versenyszám | 1. selejtező | 1. selejtező | 2. selejtező | 2. selejtező | Döntő      | Döntő      | Döntő   | Helyezés |
| Versenyző         | Versenyszám | Pont         | Hely.        | Pont         | Hely.        | 1. forduló | 2. forduló | Hely.   | Helyezés |
| ----------------- | ----------- | ------------ | ------------ | ------------ | ------------ | ---------- | ---------- | ------- | -------- |
| Giacomo Kratter   | Férfi       | 12,8         | 36.          | 37,0         | 7.           | kiesett    | kiesett    | kiesett | 13.      |
| Manuel Pietropoli | Férfi       | 12,3         | 37.          | 4,1          | 37.          | kiesett    | kiesett    | kiesett | 43.      |
| Tania Detomas     | Női         | 29,7         | 13.          | 33,6         | 8.           | kiesett    | kiesett    | kiesett | 14.      |
| Romina Masolini   | Női         | 12,7         | 27.          | 20,5         | 19.          | kiesett    | kiesett    | kiesett | 25.      |

Parallel giant slalom
| Versenyző           | Versenyszám | Selejtező | Selejtező | Nyolcaddöntő                       | Negyeddöntő       | Elődöntő          | Döntő             | Helyezés |
| Versenyző           | Versenyszám | Idő       | Hely.     | Ellenfél Eredmény                  | Ellenfél Eredmény | Ellenfél Eredmény | Ellenfél Eredmény | Helyezés |
| ------------------- | ----------- | --------- | --------- | ---------------------------------- | ----------------- | ----------------- | ----------------- | -------- |
| Meinhard Erlacher   | Férfi       | 1:13,22   | 22.       | kiesett                            | kiesett           | kiesett           | kiesett           | 22.      |
| Roland Fischnaller  | Férfi       | 1:11,61   | 12.       | Gilles Jaquet (SUI) · +0,51        | kiesett           | kiesett           | kiesett           | 13.      |
| Rudy Galli          | Férfi       | kizárták  | kizárták  | kiesett                            | kiesett           | kiesett           | kiesett           | kiesett  |
| Simone Salvati      | Férfi       | 1:13,48   | 24.       | kiesett                            | kiesett           | kiesett           | kiesett           | 24.      |
| Corinna Boccacini   | Női         | 1:23,40   | 19.       | kiesett                            | kiesett           | kiesett           | kiesett           | 19.      |
| Isabella Dal Balcon | Női         | 1:22,55   | 13.       | Szvetlana Boldikova (RUS) · +18,13 | kiesett           | kiesett           | kiesett           | 13.      |
| Marion Posch        | Női         | 1:22,89   | 15.       | Rosey Fletcher (USA) · +0,96       | kiesett           | kiesett           | kiesett           | 15.      |
| Carmen Ranigler     | Női         | 1:25,23   | 26.       | kiesett                            | kiesett           | kiesett           | kiesett           | 26.      |

Snowboard cross
| Versenyző           | Versenyszám | Selejtező | Selejtező | Nyolcaddöntő | Negyeddöntő | Elődöntő | Döntő      | Helyezés |
| Versenyző           | Versenyszám | Idő       | Hely.     | Helyezés     | Helyezés    | Helyezés | Helyezés   | Helyezés |
| ------------------- | ----------- | --------- | --------- | ------------ | ----------- | -------- | ---------- | -------- |
| Simone Malusa       | Férfi       | 1:23,53   | 33.       | kiesett      | kiesett     | kiesett  | kiesett    | 33.      |
| Stefano Pozzolini   | Férfi       | 1:22,23   | 19.       | 3.           | kiesett     | kiesett  | kiesett    | 24.      |
| Alberto Schiavon    | Férfi       | 1:22,38   | 22.       | 3.           | kiesett     | kiesett  | kiesett    | 26.      |
| Tommaso Tagliaferri | Férfi       | 1:20,93   | 4.        | 2.           | 3.          |          | C-döntő 3. | 11.      |
| Carmen Ranigler     | Női         | 1:32,91   | 18.       | kiesett      | kiesett     | kiesett  | kiesett    | 18.      |

## Szánkó
| Versenyző                                 | Versenyszám | 1. futam      | 1. futam      | 2. futam | 2. futam | 3. futam | 3. futam | 4. futam | 4. futam | Összesítés | Összesítés |
| Versenyző                                 | Versenyszám | Idő           | Hely.         | Idő      | Hely.    | Idő      | Hely.    | Idő      | Hely.    | Idő        | Helyezés   |
| ----------------------------------------- | ----------- | ------------- | ------------- | -------- | -------- | -------- | -------- | -------- | -------- | ---------- | ---------- |
| Wilfried Huber                            | Férfi egyes | 52,095        | 9.            | 51,748   | 9.       | 51,848   | 10.      | 51,984   | 14.      | 3:27,675   | 10.        |
| Reinhold Rainer                           | Férfi egyes | 51,926        | 6.            | 51,696   | 8.       | 51,647   | 4.       | 51,733   | 8.       | 3:27,002   | 8.         |
| Armin Zöggeler                            | Férfi egyes | 51,718        | 1.            | 51,414   | 1.       | 51,430   | 2.       | 51,526   | 5.       | 3:26,088   |            |
| Anastasia Oberstolz-Antonova              | Női egyes   | nem ért célba | nem ért célba | kiesett  | kiesett  | kiesett  | kiesett  | kiesett  | kiesett  | kiesett    | kiesett    |
| Sarah Podorieszach                        | Női egyes   | 47,858        | 12.           | 47,647   | 12.      | 47,519   | 11.      | 47,850   | 15.      | 3:10,874   | 11.        |
| Patrick Gruber Christian Oberstolz        | Kettes      | 47,620        | 9.            | 47,336   | 1.       |          |          |          |          | 1:34,956   | 5.         |
| Oswald Haselrieder Gerhard Plankensteiner | Kettes      | 47,236        | 5.            | 47,694   | 5.       |          |          |          |          | 1:34,930   |            |

## Szkeleton
| Versenyző          | Versenyszám | 1. futam | 1. futam | 2. futam | 2. futam | Összesítés | Összesítés |
| Versenyző          | Versenyszám | Idő      | Hely.    | Idő      | Hely.    | Idő        | Helyezés   |
| ------------------ | ----------- | -------- | -------- | -------- | -------- | ---------- | ---------- |
| Maurizio Oioli     | Férfi       | 59,28    | 13.      | 59,24    | 12.      | 1:58,52    | 12.        |
| Costanza Zanoletti | Női         | 1:00,99  | 8.       | 1:01,18  | 4.       | 2:02,17    | 5.         |